# NGC 1434
NGC 1434 est une lointaine galaxie lenticulaire relativement éloignée et située dans la constellation de l'Éridan. NGC 1434 a été découverte par l'astronome américain Frank Müller en 1886.

## Caractéristiques
Sa vitesse par rapport au fond diffus cosmologique est de 9 948 ± 42 km/s, ce qui correspond à une distance de Hubble de 147 ± 10 Mpc (∼479 millions d'al).
À ce jour, une mesure non basée sur le décalage vers le rouge (redshift) donne une distance d'environ 115,000 Mpc (∼375 millions d'al). Cette valeur est à l'extérieur mais compatible avec les valeurs de la distance de Hubble. Notons cependant que c'est avec la valeur moyenne des mesures indépendantes, lorsqu'elles existent, que la base de données NASA/IPAC calcule le diamètre d'une galaxie et qu'en conséquence le diamètre de NGC 1434 pourrait être d'environ 43,3 kpc (∼141 000 al) si on utilisait la distance de Hubble pour le calculer.